# The Natural Step
L'associazione The Natural Step (TNS) è stata fondata in Svezia nel 1989 dallo scienziato svedese Karl-Henrik Robèrt. Il suo scopo è di sviluppare e diffondere il Framework di Sviluppo Sostenibile Strategico (FSSS), in collaborazione con università ed altre organizzazioni. The Natural Step ha per prima sviluppato un approccio di "backcasting dai principi" per un avanzamento sistematico verso la sostenibilità.
A seguito della pubblicazione del rapporto Brundtland nel 1987, The Natural Step sviluppò il framework noto in ambito accademico come Framework per lo Sviluppo Sostenibile Strategico - FSSS (Framework for Strategic Sustainable Development - FSSD), fondato sulle condizioni di sistema per la sopravvivenza della specie umana sul pianeta terra. Le condizioni di sistema rispettano le leggi della termodinamica.
The Natural Step opera in stretta collaborazione con numerose università nel mondo, tra cui il BTH - Blekinge Institute of Technology a Karlskrona, Svezia, sede del master in Strategic Leadership Towards Sustainability.